# Orosz férfi kézilabda-bajnokság (első osztály)
A Szuperliga a legmagasabb osztályú orosz férfi kézilabda-bajnokság. A bajnokságot 1993 óta rendezik meg. Jelenleg tizenkét csapat játszik a bajnokságban, a legeredményesebb klub a Csehovszkije Medvegyi (CSZKA Moszkva), a címvédő a Zenyit Szanktpetyerburg.

## Kispályás bajnokságok
| Év   | 1. hely                 | 2. hely                  | 3. hely                 |
| ---- | ----------------------- | ------------------------ | ----------------------- |
| 1993 | Nyéva Szanktpetyerburg  | Poljot Cseljabinszk      | CSZKA Moszkva           |
| 1994 | CSZKA Moszkva           | Kausztyik Volgográd      | Poljot Cseljabinszk     |
| 1995 | CSZKA Moszkva           | Kausztyik Volgográd      | Gyinamo Asztahany       |
| 1996 | Kausztyik Volgográd     | Poljot Cseljabinszk      | CSZKA Moszkva           |
| 1997 | Kausztyik Volgográd     | Poljot Cseljabinszk      | CSZKA Moszkva           |
| 1998 | Kausztyik Volgográd     | Isztocsnyik Rosztov      | SZKIF Krasznodar        |
| 1999 | Kausztyik Volgográd     | Gyinamo Asztahany        | Poljot Cseljabinszk     |
| 2000 | CSZKA Moszkva           | Kausztyik Volgográd      | Gyinamo Asztahany       |
| 2001 | CSZKA Moszkva           | Gyinamo Asztahany        | Enyergija Voronyezs     |
| 2002 | Csehovszkije Medvegyi   | Gyinamo Asztahany        | Enyergija Voronyezs     |
| 2003 | Csehovszkije Medvegyi   | Gyinamo Asztahany        | Csehovszkije Medvegyi 2 |
| 2004 | Csehovszkije Medvegyi   | Gyinamo Asztahany        | Csehovszkije Medvegyi 2 |
| 2005 | Csehovszkije Medvegyi   | Gyinamo Asztahany        | Nyéva Szanktpetyerburg  |
| 2006 | Csehovszkije Medvegyi   | Gyinamo Asztahany        | SZKIF Krasznodar        |
| 2007 | Csehovszkije Medvegyi   | Gyinamo Asztahany        | Kausztyik Volgográd     |
| 2008 | Csehovszkije Medvegyi   | Zarja Kaszpija Asztahany | Kausztyik Volgográd     |
| 2009 | Csehovszkije Medvegyi   | Kausztyik Volgográd      | SZKIF Krasznodar        |
| 2010 | Csehovszkije Medvegyi   | Nyéva Szanktpetyerburg   | Kausztyik Volgográd     |
| 2011 | Csehovszkije Medvegyi   | Nyéva Szanktpetyerburg   | Kausztyik Volgográd     |
| 2012 | Csehovszkije Medvegyi   | Nyéva Szanktpetyerburg   | Szungul Sznyezsinszk    |
| 2013 | Csehovszkije Medvegyi   | Nyéva Szanktpetyerburg   | SZKIF Krasznodar        |
| 2014 | Csehovszkije Medvegyi   | Nyéva Szanktpetyerburg   | Permszkije Medvegyi     |
| 2015 | Csehovszkije Medvegyi   | Permszkije Medvegyi      | Nyéva Szanktpetyerburg  |
| 2016 | Csehovszkije Medvegyi   | Permszkije Medvegyi      | Nyéva Szanktpetyerburg  |
| 2017 | Csehovszkije Medvegyi   | Nyéva Szanktpetyerburg   | SZKIF Krasznodar        |
| 2018 | Csehovszkije Medvegyi   | Szpartak Moszkva         | Nyéva Szanktpetyerburg  |
| 2019 | Csehovszkije Medvegyi   | Szpartak Moszkva         | Nyéva Szanktpetyerburg  |
| 2020 | Csehovszkije Medvegyi   | Viktor Sztavropol        | Nyéva Szanktpetyerburg  |
| 2021 | Csehovszkije Medvegyi   | CSZKA Moszkva            | Viktor Sztavropol       |
| 2022 | Csehovszkije Medvegyi   | CSZKA Moszkva            | Nyéva Szanktpetyerburg  |
| 2023 | CSZKA Moszkva           | Permszkije Medvegyi      | Csehovszkije Medvegyi   |
| 2024 | CSZKA Moszkva           | Csehovszkije Medvegyi    | Zenyit Szanktpetyerburg |
| 2025 | Zenyit Szanktpetyerburg | CSZKA Moszkva            | Csehovszkije Medvegyi   |

## Lásd még
- Orosz női kézilabda-bajnokság (első osztály)
- Szovjet férfi kézilabda-bajnokság (első osztály)